# Gladsaxe Stadion
Gladsaxe Stadion er et idrætsanlæg beliggende i Haralds Sogn, Gladsaxe Kommune, som primært anvendes til afvikling af fodboldkampe. Anlægget består af en opvisningsbane til fodbold samt ni træningsbaner til afvikling af fodbold, håndbold og softball. Stadionet har kapacitet til 13.507 tilskuere, hvoraf 7.707 er siddepladser.
Fodboldklubben Akademisk Boldklub afvikler deres hjemmebanekampe på opvisningsbanen.

## Anlæggets historie
Byggeriet på anlægget blev påbegyndt i 1938 og navngivet Gladsaxe Idrætspark Marielyst. Indvielsen af anlægget skete den 26. maj 1940. Anlæggets seneste totalrenovering blev påbegyndt den 16. november 1998 og inkluderede opbygning af ene langside med en både øvre og nedre tribune samt en sponsorlounge. Anlægget blev efterfølgende indviet under dets nye navn, Gladsaxe Stadion, den 12. september 1999. Den modsatte langside stammer fra 1960'erne og de to endetribuner er udelukkende ståpladser uden tag. Tilskuerne til kampe på opvisningsbanen er placeret meget tæt på banen.
Anlæggets tilskuerrekord blev sat den 18. april 2004 med 10.039 tilskuere i forbindelse med Superliga-kampen mellem Akademisk Boldklub og F.C. København.